# Demokratikus ellenzék

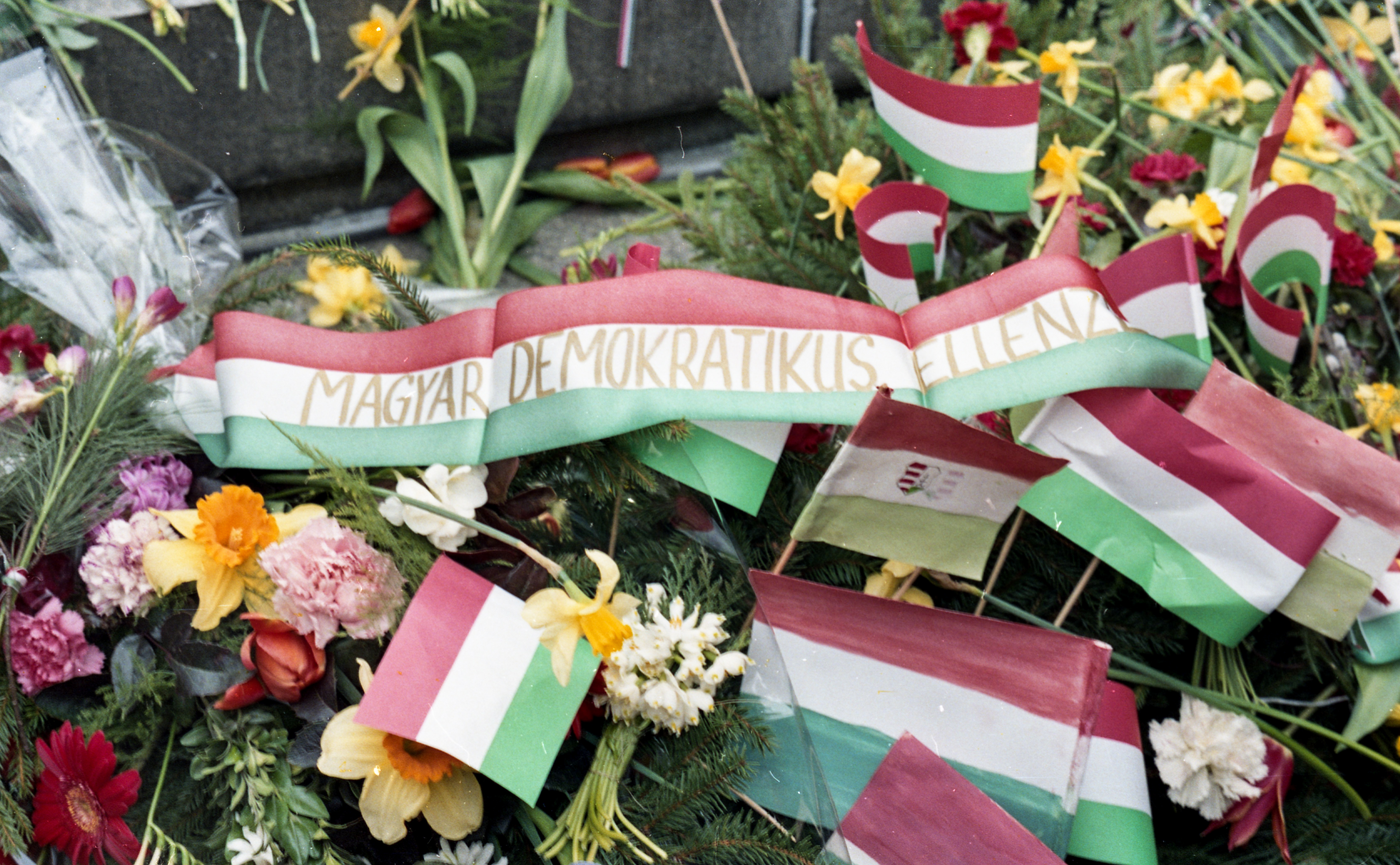
Petőfi tér, a Petőfi-szobor talapzata egy március 15-én

A demokratikus ellenzék a Kádár-kor ellenzékiségének központi csoportja volt. Elsősorban az ún. szamizdat irodalom kiadása kapcsolódik hozzá, de számos későbbi ismert, főként liberális politikus is ebből a közegből indult. A demokratikus ellenzék jelentős szerepet játszott a magyarországi rendszerváltás előkészítésében.

## 1968-1973: A mozgalom kezdetei

### Előzmények

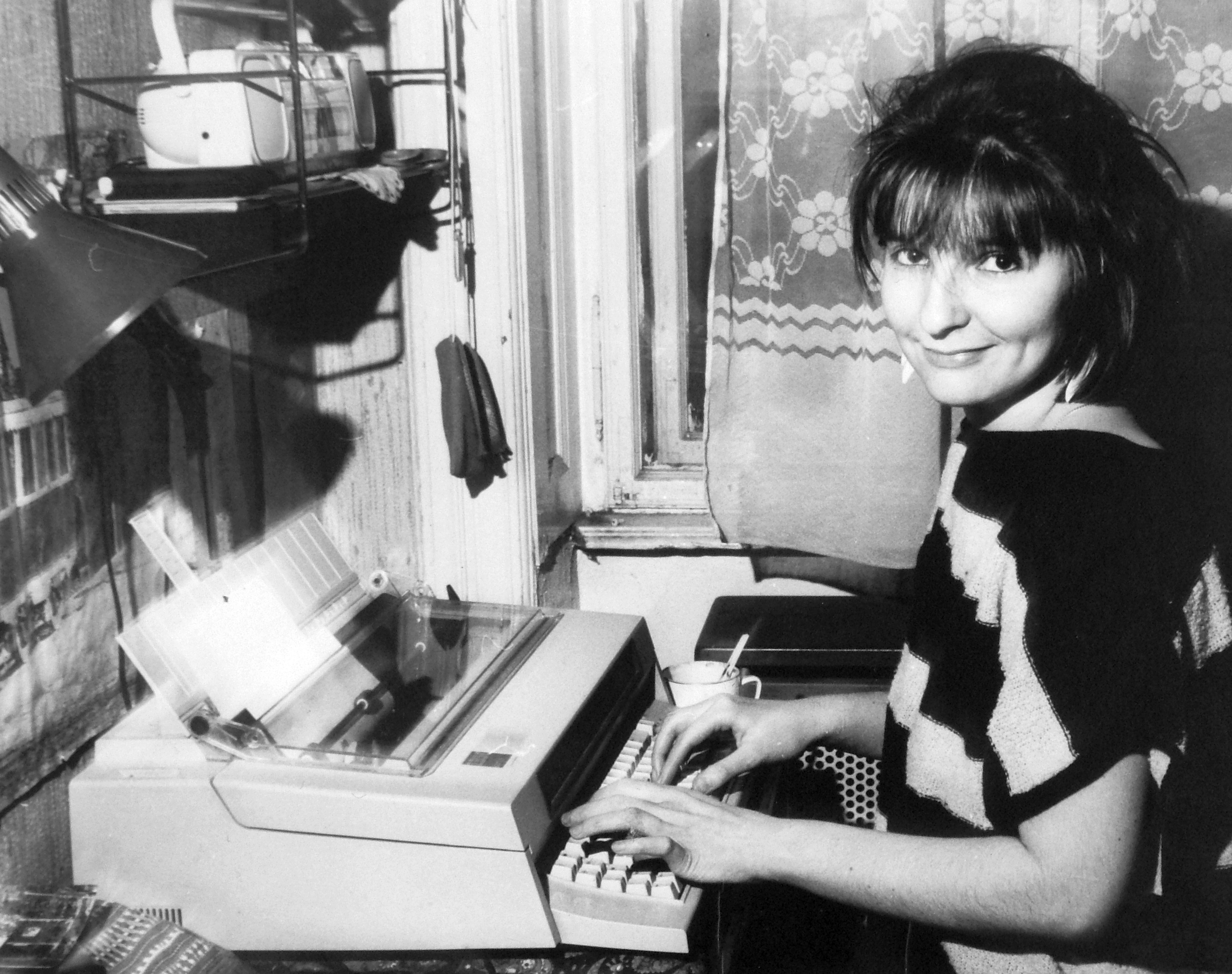
Vágner Anna az illegális Beszélő készítése közben; 1987.

Az 1956-os felkelést követő megtorlások után, az ún. konszolidáció időszakában a rezsim elutasítottsága csökkent. Az azzal szembenállók tehát jobb híján az emigrációt (korabeli elnevezéssel disszidálást) választották. Az emigránsok politikailag aktívabb része a nyugati médiumokban próbálta meg fenntartani az ellenzékiség és '56 szellemét. Itthon azonban – legalábbis szervezett – ellenállás egészen 1968-ig nem volt.
Ezzel egyidőben a vietnámi háború sem úgy alakult, ahogy azt az USA vezetői eltervezték. A háborúellenes megmozdulások kiváltották az 1968-as újbaloldali ellenállást, amelynek szintén volt hatása a magyar ellenzékiségre. A gazdasági helyzeti is romlott, növekedett az államdósság. 

### 1968: Csehszlovákia, diákmozgalmak és a gazdasági problémák hatása

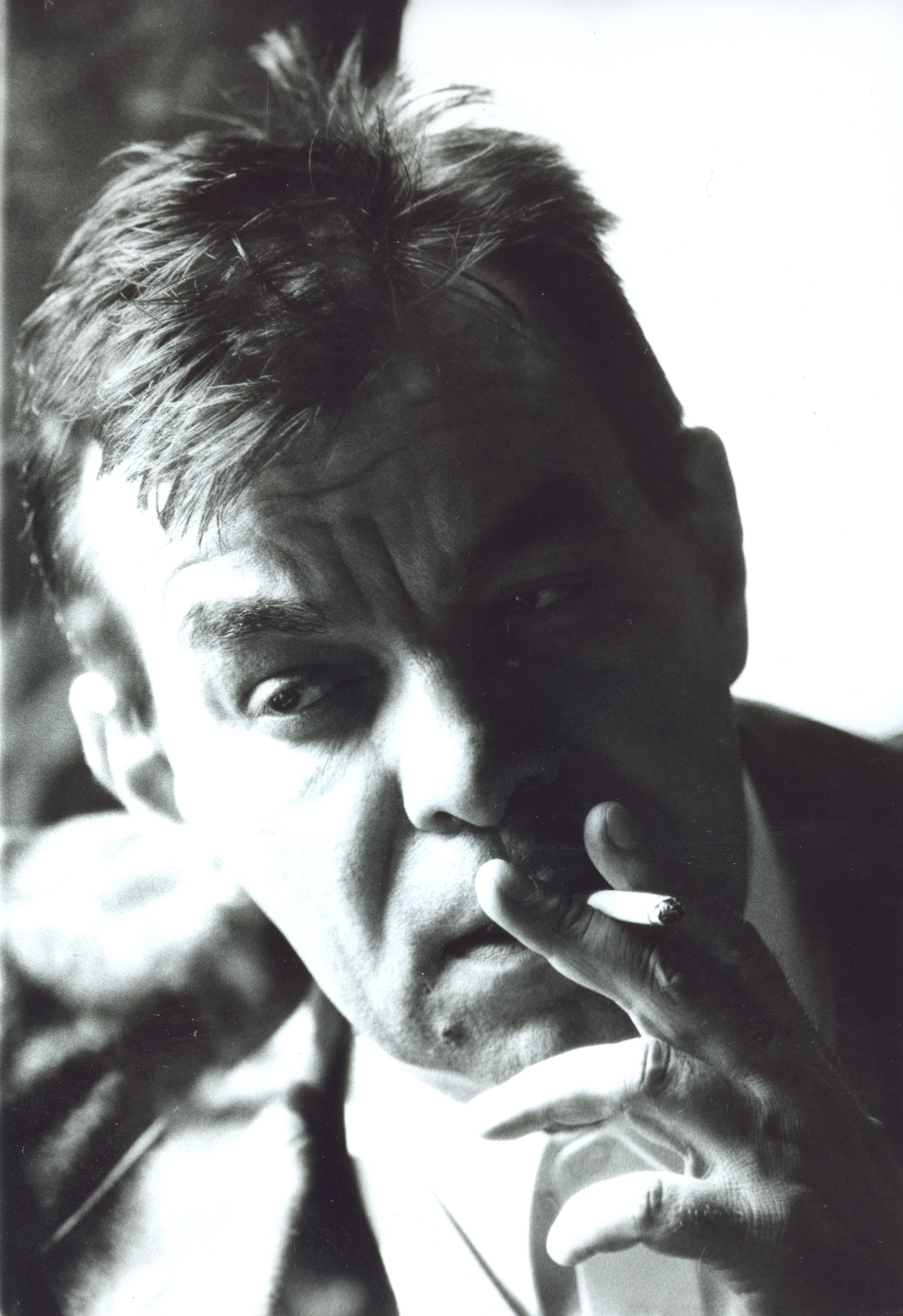
Ifj. Rajk László

1968 elején Csehszlovákiában változások kezdődtek, amely végül az ún. prágai tavasz eseményeibe torkollott. A reformokat azonban nem nézte jó szemmel a brezsnyevi szovjet vezetés, illetve a többi szocialista ország nagy része sem. Így a reformereknek több ország együttes támadásával kellett szembenézniük. A csehszlovák bevonulás hatására adták ki tiltakozó értelmiségiek Jugoszláviában az ún. korcsulai nyilatkozatot, amelyben elítélték az agressziót (melyben több keleti ország nem is vett részt, ám Magyarország igen). A nyilatkozókat ekkor még nem érték súlyosabb retorziók, ám tevékenységüket egyre inkább kontrollálták.

### A budapesti iskola
A hazai ellenzéki szellemet némileg meglepő módon főként egykori marxisták tartották fent, amelybe keveredett a hatvannyolcas korszak ún. újbaloldali ideológiája is. Ezeknek az értelmiségi csoportoknak a központja ekkoriban az ún. budapesti iskola volt. Ez egy Lukács György köré csoportosuló gondolkodói kör volt, amely már a „konszolidált” rezsimre is kritikusan tekintett. Az ő tanítványaikból állt össze az ún. Lukács-óvoda, melynek számos tagja kapcsolódott a későbbi ellenzékhez.

### 1973: Az „enyhülés” vége, a reformok leállítása, március 15. és a filozófus-per

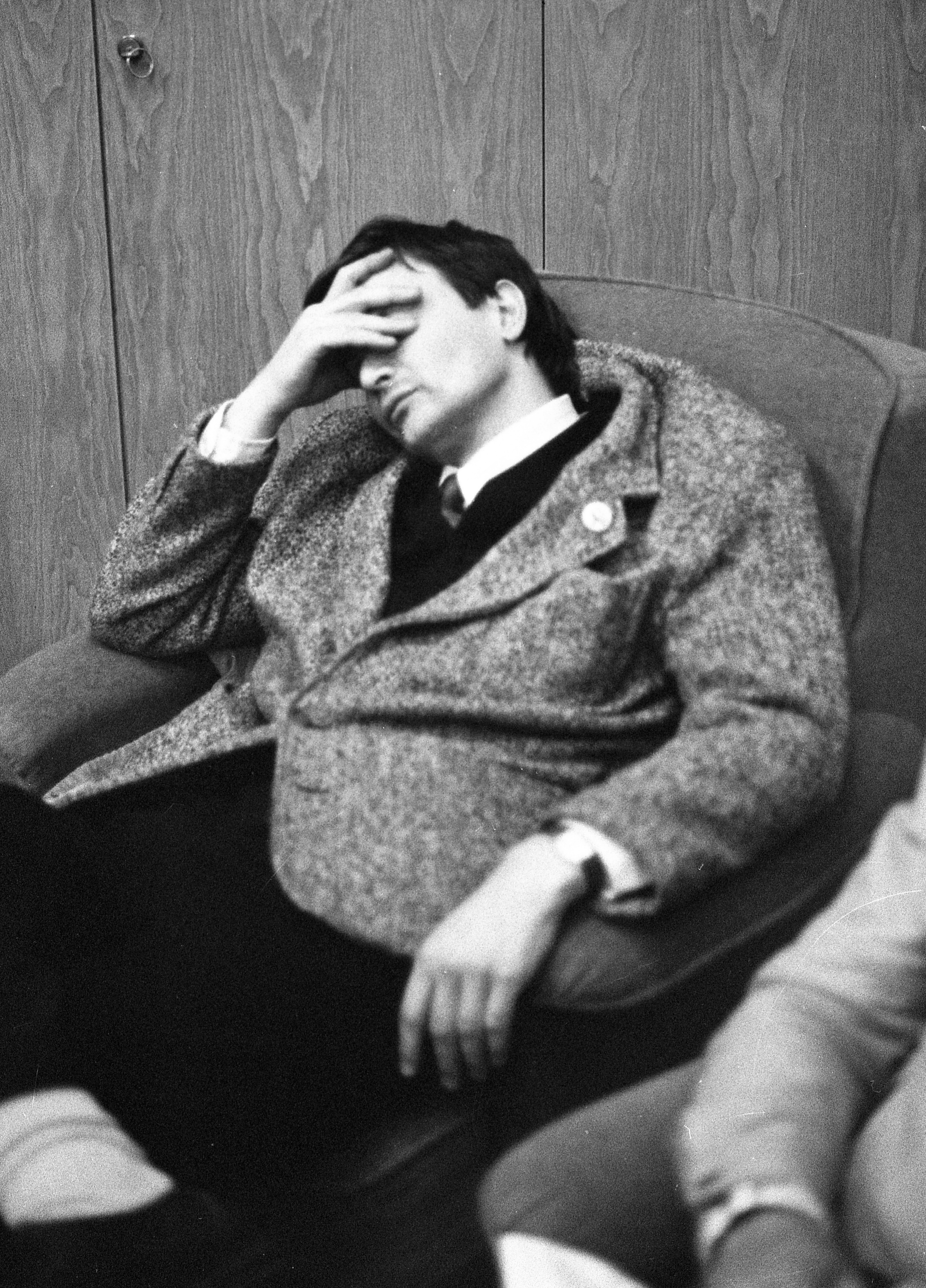
Demszky Gábor

A reformok ugyan nagyobb önállóságot adtak a gazdaság szereplőinek, ám ez újfent áremelkedésekkel járt együtt, ami szintén rontotta a hangulatot, ráadásul a '70-es évek elejére kiderült: a rendszert nem lehet reformokkal megjavítani. A növekvő szovjet nyomásra végül 1973-ra lényegében leállították a liberalizációs folyamatokat. Tovább növelte a bajokat az ekkoriban kezdődött olajválság, ami szintén okozott fennakadásokat.
A feszült helyzetben ünnepelte az ország az 1973. március 15-én az 1848–49-es forradalom és szabadságharc 125. évfordulóját. Ez alkalomból a belvárosi Petőfi-szobor körül kisebb tüntetés alakult ki, amire 1956 óta nem volt példa. A tüntetésen megjelentek ezúttal is főleg fiatalok voltak, ám a másként gondolkodók egy része is jelen volt. Az eseményt durva rendőri és hatósági beavatkozás követte. A büntetések, elzárások alapot adtak az ellenállás fokozódásának, amely ezt követően főként az illegális, ún. szamizdat iratok kiadásában, és az a köré csoportosuló szerkesztői kör megszervezésében valósult meg.
A helyzetet súlyosbította a budapesti iskolával szembeni fellépés. Ennek közvetlen előzménye két akkoriban megjelent írás. Sem Haraszti Miklós Darabbér című műve, sem pedig Konrád György és Szelényi Iván híres esszéje, Az értelmiség útja az osztályhatalomhoz nem nyerte el a pártvezetők tetszését. Egyre keményebben léptek fel a másként gondolkodókkal szemben. A „budapesti iskola” vezetői ellen jogi eljárás indult, ez volt az ún. filozófusper. Ennek során elítélték az iskola tagjait, azok állásukat elvesztették, többek, pl. Szelényi és Heller Ágnes is emigrációba kényszerültek.

## 1973-1985: A szamizdat-korszak
Lukács halála (1971) és a fokozódó nyomás hatására az iskola már csak illegálisan, szellemi műhelyként, egyfajta Lukács-óvodaként működött tovább. Bár a disszidálások miatt is csökkent az ellenzékiek száma, mégis olyan ismert emberek csoportosultak ide, mint pl. Demszky Gábor, Rajk László, a kivégzett miniszter fia, Mécs Imre, Solt Ottília, Haraszti Miklós, Hodosán Róza, Kis János, Hegedűs András, aki egykor miniszterelnök is volt, vagy éppen Dornbach Alajos. Életpályájuk és nézeteik is némileg különböztek egymástól, leginkább a marxizmus, illetve különféle egyéb ahhoz kapcsolódó irányzatok ragadták meg őket, eleinte még a maoizmus is. A népi-urbánus ellentétet tekintve inkább az urbánusokhoz álltak közel. Egységes szemléletről tehát nem lehet beszélni, abban azonban egyetértettek, hogy a szocialista rendszert meg kell változtatni, vagy dönteni, a szovjet igát le kell rázni, és a szabadságjogokat, emberi jogokat helyre kell állítani. Ekkor alakult ki tehát az illegális, ellenzék, ami később a Demokratikus ellenzék nevet kapta.

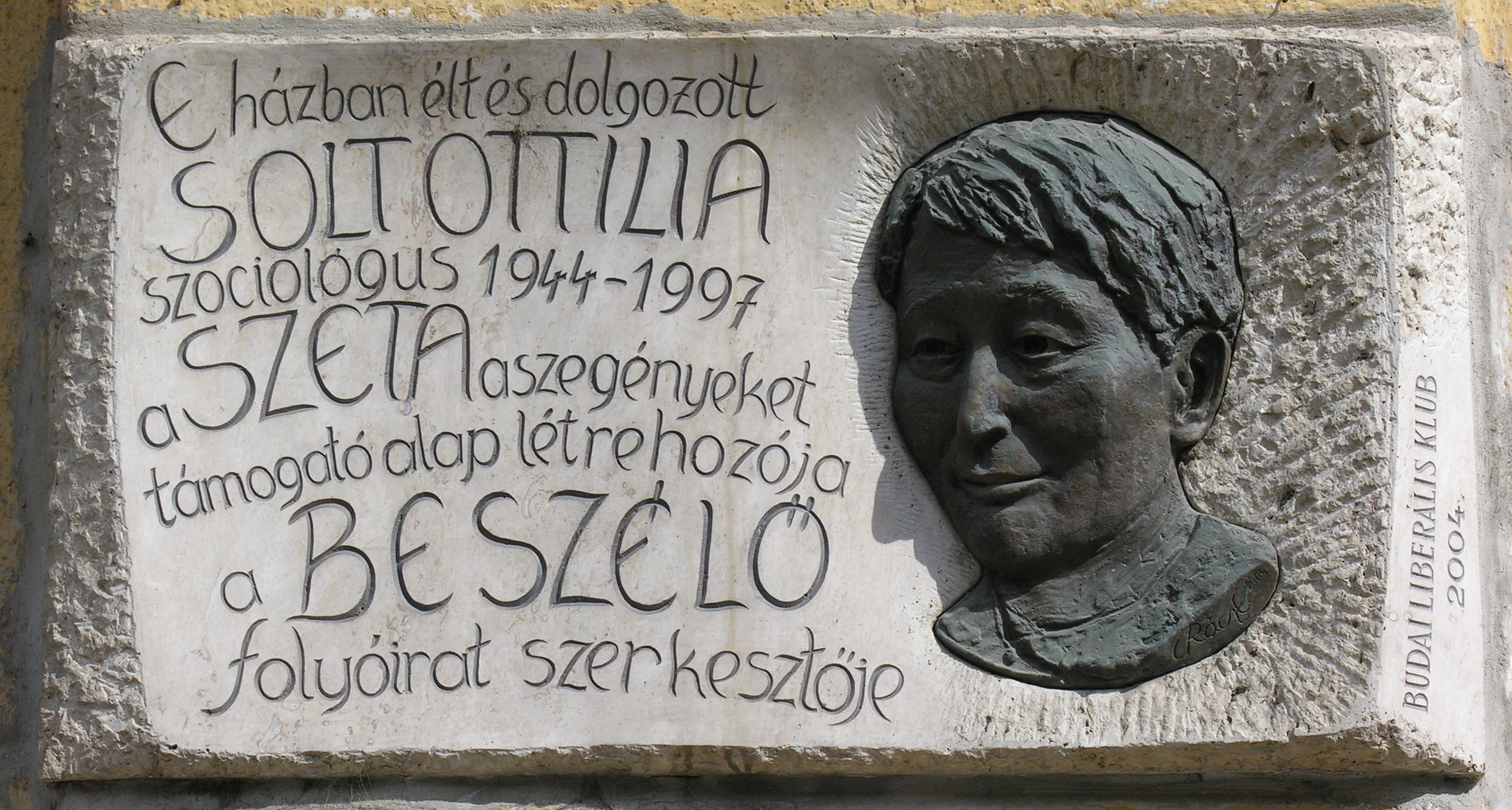
Solt Ottília és a szamizdat emléktáblája Budapesten

Mérföldkőnek számított az 1975-ös Helsinki értekezlet záróokmánya, amely még az enyhülés légkörében fogant, és az alapvető emberi jogok betartatását kodifikálta az aláíró országok (köztük Magyarország) számára. Ám az enyhülésnek ekkorra már vége volt, így a keleti blokkban azt megvalósítani sem lehetett. Erre hívta fel a figyelmet csehszlovák értelmiségiek egy csoportja, akik 1977-ben Charta ’77-címmel tettek közzé nemzetközi felhívást. Ehhez a Demokratikus ellenzék számos tagja is szolidaritással csatlakozott. Ez szintén nem növelte „vonzerejüket” a pártvezetők körében, így szigorították az ellenőrzést, a figyelést, a lehallgatásokat, zaklatásokat, egyes esetekben rendőri brutalitással együtt, pl. a beszállított ellenzékieket nem egyszer bántalmazták. Tevékenységüket a legapróbb részletekig figyelték és nyilvántartották. Így stabil állásuk jövedelmük nem is lehetett, többnyire fordításokból, alkalmi munkákból tartották el magukat.
1979. Bibó István halálának éve. Már a temetése kapcsán is adódtak „gondok”, hisz azon a szabadgondolkodók közül többen is megjelentek, természetesen civil ruhás ügynökök „díszkíséretében”. Később kiadták az ő szellemisége alapján 76 magyar író által szerkesztett Bibó-emlékkönyvet, természetesen szintén illegálisan.
Újabb mérföldkő volt a lengyelországi események. 1981-re a lengyel szocializmus a bukás szélre került, a szovjet beavatkozást pedig csak rendkívüli, elnyomó intézkedésekkel tudták megakadályozni (szükségállapot).
Mivel nyugatról a kör kevés támogatást kapott, legfeljebb a részben az emigránsok által fenntartott médiumok segítettek nekik (pl. a BBC magyar adása, a müncheni székhelyű Szabad Európa Rádió, stb), hazai tömegmozgalom híján (a rendszer a jóléti intézkedéseknek köszönhetően nem volt éppen népszerűtlen) elsősorban az illegális iratterjesztésre, az szamizdat kiadványok előállítására összpontosítottak. Így próbálták az embereket felvilágosítani olyan dolgokról, amelyeket a Párt eltitkolt előttük. Ebbe a sajtóba egyébként nem csak ellenzékiek írtak, hanem álnéven olyanok is. akik adott esetben belülről látták a problémákat.

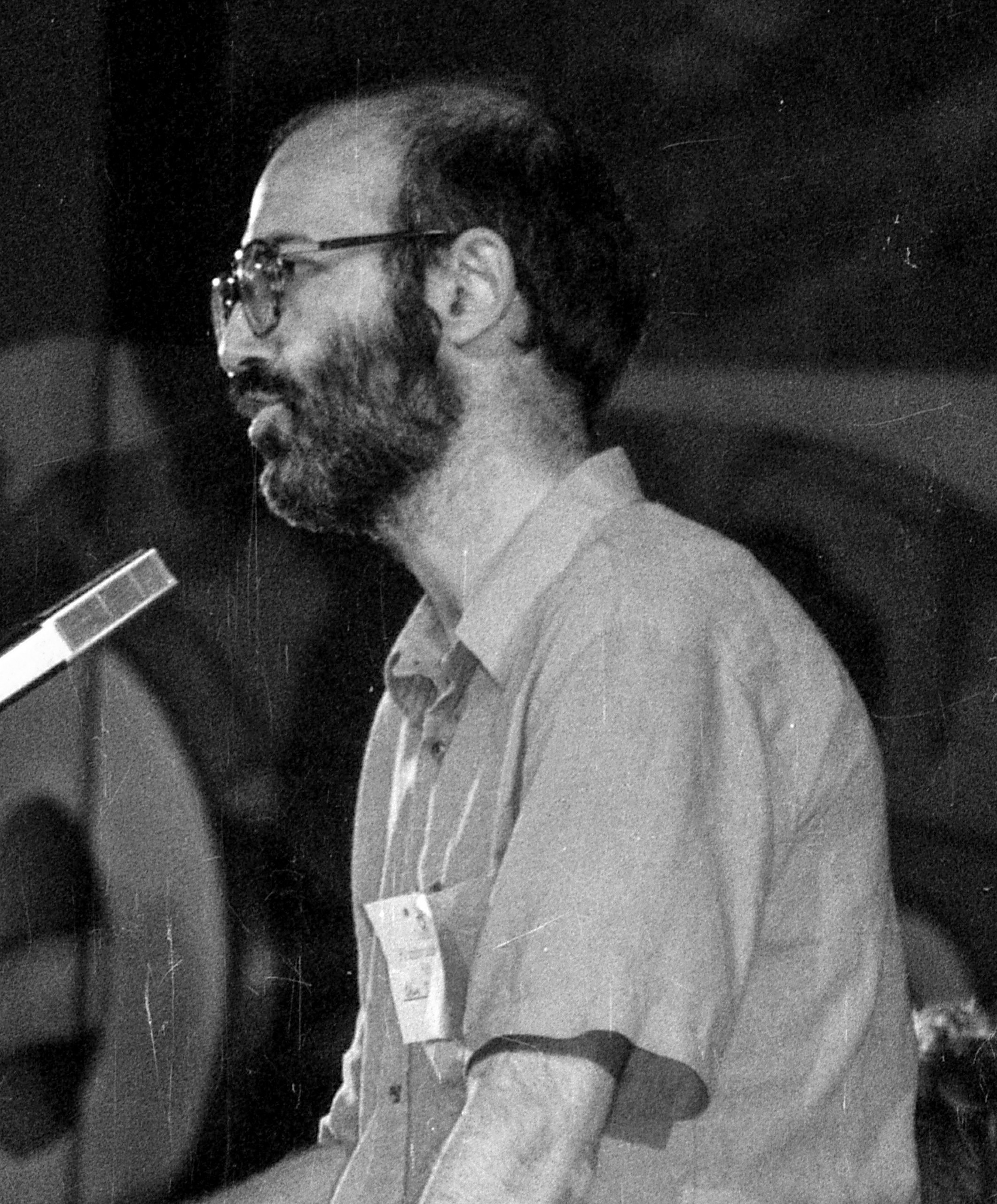
Kis János 1989

Ezt a tevékenységet a pártvezetés próbálta akadályozni, elsősorban az ügynökhálózat alkalmazásával. Ide tartoztak a lehallgatások, beépített emberek alkalmazása, és egyéb titkosszolgálati eszközök. Az ellenzék válaszul konspiratív módszereket alkalmazotti. Paradox módon mindez emlékeztetni kezdett az egykori illegális kommunista mozgalom tevékenységéhez, amelynek elveitől a vezetés akkor már eléggé eltávolodott. A szamizdat (és többnyire a demokratikus ellenzék tagjai) leginkább az eredeti marxista-szocialista eszméket kérte számon a rezsimtől. Felhívta a figyelmet a növekvő társadalmi egyenlőtlenség, a túlzott bürokráciára, a szabadságjogok elnyomására, így a szabad sajtó hiányára, illetve a történelemhamisításra.
A részben lengyel mintára létrehozott szamizdat-irodalmat tehát nem volt egyszerű előállítani és terjeszteni, mégis megoldották, alapvetően házilag, „kisipari” módszerekkel. A lapok példányszáma néhány ezer volt, és mintegy kézről kézre jártak. A szamizdat központja a belvárosban található, szinte legendássá vált Rajk-butik, Rajk László (ügynökök által is figyelt) otthona. Innen vitték szét az anyagokat városszerte (röplapok formájában is), és amennyire lehetett, Budapesten kívül is megpróbálták terjeszteni.
A szamizdat könyvkiadás ugyanakkor kísérletet tett arra, hogy „tiltólistán” lévő műveket is kiadjon, illetve behozzon, lefordítson. Az illegális sajtó legismertebb lapja a Beszélő volt, de jelentősebb volt még a Kisúgó, illetve egyéb kiadványok is.

## 1985-1988: Az utak szétválnak
A Demokratikus ellenzék az egykori urbánusok szellemiségéhez állt közel, ám a nyolcvanas évek elejére a népnemzetiek ellenállása is fokozódott.
A feszült nemzetközi helyzetben, de már Mihail Gorbacsov hatalomra kerülése idején került sor a monori találkozóra, ahol a népiek és az urbánusok már együtt tanácskoztak (persze illegálisan) az ország helyzetéről.
Ám az elnyomás nem enyhült, továbbra is megfigyeléssel, iratelkobzásokkal, rendőri zaklatásokkal kellett szembenézniük. Ráadásul a két tábor is ellentétbe került egymással, így az 1987-es lakitelki találkozón már főleg csak a népiek vettek részt.
De ekkorra már Moszkvában is elindult a gorbacsovi reformfolyamat. A magyar vezetés tehát komoly válságba került, részben a gazdasági bajok, részben a szovjet változások miatt, és el is öregedett addigra.
Lakitelek után, 1988-ban már formálisan is létrejöttek tehát a politikai szervezetek, a későbbi pártok alapjai. A népi-nemzetiek a Magyar Demokrata Fórum, az urbánus-liberálisok pedig az Szabad Kezdeményezések Hálózata köré csoportosultak, amely később szintén párttá alakult. Ezzel lényegileg véget is ért a demokratikus ellenzék korszaka.

## Képek
Résztvevők Kis János Vannak-e emberi jogaink? című művének vitáján.

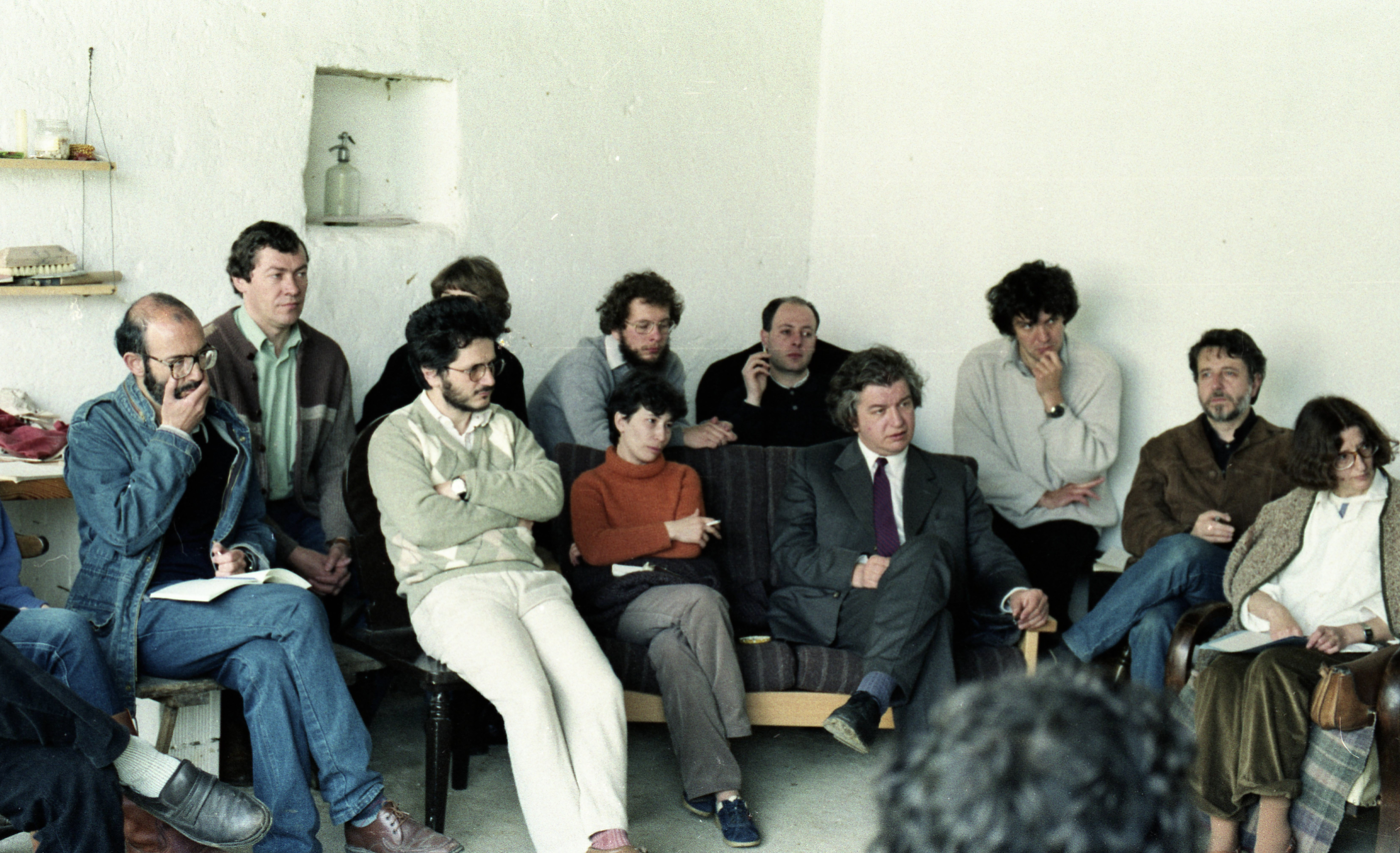
Balról jobbra- Kis János, Bába Iván, öltönyben Radnóti Sándor, fehér pulóverben a falnál Miszlivetz Ferenc, mellette Kőszeg Ferenc
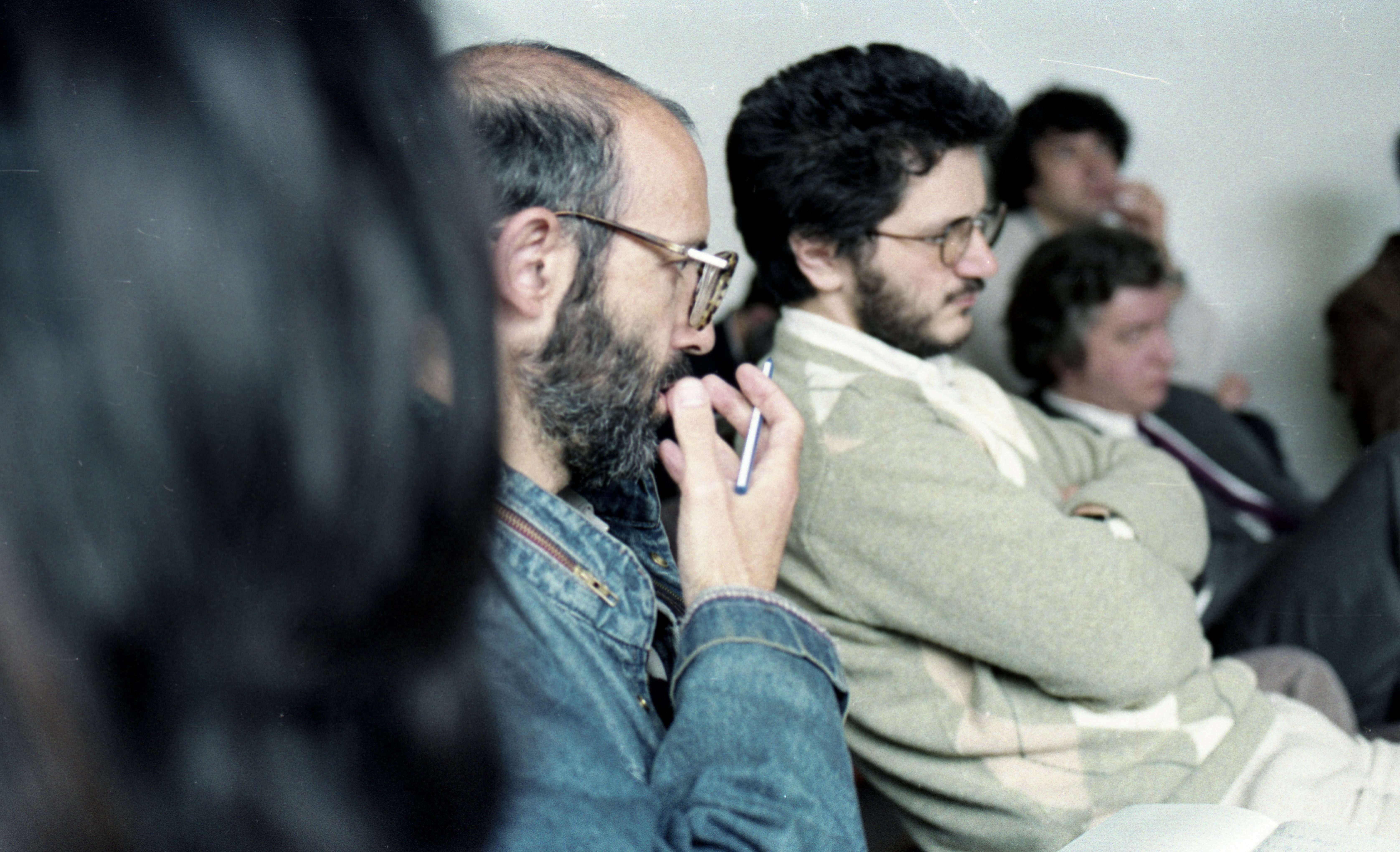
Kis János